# Dominika Sýkorová
Dominika Sýkorová (* 26. Oktober 1988) ist eine slowakische Fußballspielerin.

## Karriere

### Verein
Sýkorová begann ihre Karriere in der Sportschule ZŠ Bernoláková in Košice. Nach dem Besuch der Sportschule ZŠ Bernoláková unterschrieb sie zur Saison 2008/09 einen Vertrag bei ŠKF Žirafa Žilina.
Am 4. August 2012 verkündete sie ihren Wechsel vom slowakischen Erstligisten ŠKF Žirafa Žilina zum polnischen Meister RTP Unia Racibórz, wo sie mit ihren Landsfrauen Katarina Ištóková und Ivana Bojdová spielen wird. Nach einem Jahr verließ sie im August 2013 Racibórz und wechselte zum Ligarivalen TS Mitech Żywiec.

### International
Sýkorová gehört seit 2012 zur slowakischen Fußballnationalmannschaft der Frauen. Ihr A-Länderspieldebüt gab sie im 5. April 2012 gegen Finnland.